# Cordon (série télévisée)
 (mai 2017).
Si vous disposez d'ouvrages ou d'articles de référence ou si vous connaissez des sites web de qualité traitant du thème abordé ici, merci de compléter l'article en donnant les références utiles à sa vérifiabilité et en les liant à la section « Notes et références ».
Pour les articles homonymes, voir Cordon.
Cordon est une série télévisée belge en vingt épisodes de 50 minutes écrite par Carl Joos, réalisée par Tim Mielants et produite par Eyeworks, qui a été diffusée du 10 mars 2014 au 7 novembre 2016 sur la chaîne belge VTM.
La série reste pour le moment inédite dans tous les pays francophones, néanmoins la première saison a été diffusée en Belgique francophone en version originale sous-titrée sur La Trois en 2018.
Une version américaine, intitulée Alerte Contagion (Containment), a été produite pour le réseau The CW et a été diffusée en 2016.

## Distribution
- Wouter Hendrickx : Jokke Deelen
- Liesa Van der Aa : Jana
- Tom Dewispelaere : Commissaire Lex Faes
- Veerle Baetens : Katja
- Mieke De Groote : Sabine Lommers
- Johan Van Assche : Dr Cannaerts
- Koen De Sutter (nl) : Leo Gryspeerts
- Zoë Thielemans : Ineke
- Ricko Otto : Tyl
- Hugo Van den Berghe (nl) : Bert
- Robby Cleiren : Le père de Ineke
- Sven De Ridder (nl) : Nald
- Steve Geerts (nl) : Toon
- Greet Verstraete (nl) : Suzy
- Jelte Blommaert : Quinten
- Frieda Pittoors (nl) : Micheline
- Mathijs Scheepers (nl) : Bram
- Koen De Bouw : Bob Blyweerts
- Inge Paulussen : La mère de Ineke
- Marthe Schneider (nl) : Lien
- Geert Van Rampelberg : Sam
- Tibo Vandenborre : Mees
- Jan Hammenecker : Chauffeur de bus
- Michael Pas : Journaliste
- Nico Sturm (nl) : Dr Devreese
- Jan Bijvoet : Luc Blyweerts
- Maïthé Foucher  : Britney
- Greg Timmermans : Dennis
- Warre Borgmans : directeur
- Nabil Mallat : Idriss

## Épisodes
Saison 1
| Épisode | Date de diffusion | Audience en direct | Part de marché en direct (%) |
| ------- | ----------------- | ------------------ | ---------------------------- |
| 1       | 10 mars 2014      | 900 801            | 37,53                        |
| 2       | 17 mars 2014      | 898 858            | 36,53                        |
| 3       | 24 mars 2014      | 620 710            | 28,14                        |
| 4       | 31 mars 2014      | 658 301            | 28,34                        |
| 5       | 7 avril 2014      | 583 701            | 25,61                        |
| 6       | 14 avril 2014     | 543 545            | 25,01                        |
| 7       | 21 avril 2014     | 655 487            | 28,96                        |
| 8       | 28 avril 2014     | 599 181            | 27,37                        |
| 9       | 5 mai 2014        | 548 419            | 24,84                        |
| 10      | 12 mai 2014       | 638 334            | 29,19                        |

Saison 2
| Épisode | Date de diffusion | Audience en direct |
| ------- | ----------------- | ------------------ |
| 1       | 5 septembre 2016  | 385 066            |
| 2       | 12 septembre 2016 | 290 015            |
| 3       | 19 septembre 2016 | 256 000            |
| 4       | 26 septembre 2016 | 247 170            |
| 5       | 3 octobre 2016    | 279 000            |
| 6       | 10 octobre 2016   | ―                  |
| 7       | 17 octobre 2016   | 173 500            |
| 8       | 24 octobre 2016   | 178 546            |
| 9       | 31 octobre 2016   | ―                  |
| 10      | 7 novembre 2016   | 192 000            |

## Remake
Le 8 mai 2015, Eyeworks, la société qui a produit la série flamande, a annoncé qu'une version américaine serait diffusée sur le réseau américain The CW.
La mini-série, Containment, se situe dans la ville américaine d'Atlanta, et a été produite par Julie Plec et réalisée par David Nutter.
Elle a débuté le 19 avril 2016, et a été annulée après une saison de treize épisodes; le dernier a été diffusé le 19 juillet 2016. 
La série a été également diffusée par le réseau Global au Canada, et au Royaume-Uni sur E4.